# Muslimbrüder in Syrien

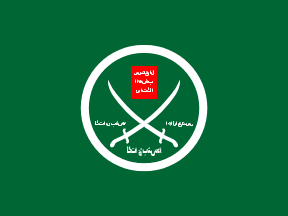
Emblem der Muslimbrüder

Die Muslimbrüder in Syrien (arabisch الإخوان المسلمون في سوريا, DMG al-Iḫwān al-Muslimūn fi Sūriyā) sind der syrische Zweig der internationalen Organisation der Muslimbrüder. Die Organisation, die eine gemäßigt islamistische Ausrichtung hat, wurde 1945 in Damaskus gegründet und entstand durch den Zusammenschluss mehrerer reformistischer islamischer Vereinigungen, die während der französischen Mandatszeit in Syrien aktiv waren. In einer Zeit extremer Fremdbestimmung, in der der Islam aus wichtigen gesellschaftlichen Institutionen wie dem Erziehungs- und Rechtswesen verdrängt worden war, versuchten die Muslimbrüder auf die Probleme der eigenen Gesellschaft eine religiöse Antwort zu geben. Wie die Muslimbrüder Ägyptens sprachen sie im Wesentlichen das sunnitische Kleinbürgertum der Städte an. In den Jahren von 1947 bis Anfang 1952 beteiligten sie sich im Rahmen der syrischen parlamentarischen Demokratie erfolgreich an der Politik. Dabei propagierten sie selbst eine islamisierte Version des Sozialismus.
In ihren Anfängen waren die Syrischen Muslimbrüder eine friedliche Gruppe, die sich den Prinzipien des Konstitutionalismus verpflichtet fühlte. Während der repressiven Herrschaft der Baath-Partei in den 1970er Jahren durchliefen sie jedoch einen Prozess der Radikalisierung. Im Rahmen ihres Aufstands gegen das Baath-Regime, der von 1976 bis 1982 dauerte und von ihnen zum Dschihad deklariert wurde, wurden die Syrischen Muslimbrüder auch gewalttätig und wollten den Islam als Staatsreligion in der syrischen Verfassung verankern. Das militante und sektiererische Image, das noch heute der syrischen Muslimbruderschaft anhaftet, ist hauptsächlich auf den radikalen Kurs zurückzuführen, den die Organisation in dieser Zeit verfolgte. Nachdem schon 1980 die Baath-Partei die Mitgliedschaft in der Muslimbruderschaft bei Todesstrafe verboten hatte, ging die Führung der Organisation außer Landes. Im Exil kehrte sie in den 2000er Jahren zur politischen Arbeit zurück und forderte in verschiedenen Deklarationen die Schaffung eines modernen, pluralistischen Staates, der auf aktiver Bürgerschaft und Rechtsstaatlichkeit basiert. 2005 schloss sie sich der Damaskus-Deklaration an, in der verschiedene säkularistische Oppositionsgruppen Syriens die Rückkehr zur Demokratie forderten. Nach Beginn des syrischen Aufstands gegen Baschar al-Assad im März 2011 engagierte sie sich bei der Organisation von Konferenzen zur Mobilisierung und Koordination der politischen Opposition im Exil. Zwar stieß sie bei den anderen Oppositionsgruppen, insbesondere den Vertretern religiöser und ethnischer Minderheiten, auf Vorbehalte, weil ihr Programm auch nach Mäßigung immer noch religiöse Grundsätze enthält, die mit deren Präferenzen unvereinbar waren, doch blieb sie die prominenteste und einflussreichste Organisation in der Opposition.

## Die Muslimbrüder in Syrien bis 1963

### Gründungsprozess: Zusammenschluss aus verschiedenen Organisationen
Die Muslimbrüder Syriens begannen sich etwa um 1940 in einem recht langwierigen Prozess zu formieren. Anders als bei den Muslimbrüdern Ägyptens lässt sich bei den Muslimbrüdern Syriens keine klare „Geburtsstunde“ bestimmen. Die Vereinigung baute auf verschiedenen Vorläuferorganisationen auf. Zu diesen gehörten Šabāb Muḥammad (Mohammed-Jugend) und die Gesellschaft der muslimischen jungen Männer sowie der aleppinische Sport- und Kulturclub Dār al-Arqam, benannt nach dem Prophetengefährten al-Arqam ibn Abī l-Arqam. Er wurde 1936 von ʿUmar Bahā al-Amīrī gegründet, dem späteren stellvertretenden Präsidenten der syrischen Muslimbrüder. In den Augen vieler Muslimbrüder Syriens war es vor allem dieser Club Dār al-Arqam, der durch die Entstehung mehrerer gleichgesinnter Gruppen mit Sitz in Hama und Homs sowie anderen Städten zur Gründung der syrischen Muslimbruderschaft führte.
Im Jahre 1945 erschien mit Ahdāfunā wa-mabādiʾunā („Unsere Ziele und Prinzipien“) die erste programmatische Schrift der Muslimbrüder Syriens, was dafür spricht, dieses Jahr als Entststehungsdatum für die syrischen Muslimbrüder anzusetzen. Auch ein anonymes Handbuch über die syrischen Parteien aus dem Jahre 1954 gibt 1945 als das Jahr an, in dem sich die verschiedenen beteiligten Organisationen zu den „Muslimbrüdern“ zusammenschlossen. Im selben Jahr gründeten die Muslimbrüder zusammen mit der „Vereinigung der Islamischen Zivilisation“ (Ǧamʿīyat at-tamaddun al-islāmī) das Islamisch-Arabische Institut (al-Maʿhad al-ʿArabī al-Islāmī). Es hatte einen Kindergarten, bot Primär- und Sekundarschulbildung an sowie Abendkurse für Arbeiter. Im Zeitraum zwischen dem Winter 1945 und dem Sommer 1946 gingen Šabāb Muḥammad und aš-Šubbān al-muslimūn in der syrischen Muslimbruderschaft auf, und Mustafā as-Sibāʿī wurde zum ersten Generalinspekteur (murāqib ʿāmm) der Muslimbrüder Syriens und des Libanon gewählt. Er hatte in Ägypten studiert und war durch die dortigen Muslimbrüder beeinflusst. Die Familie as-Sibāʿī stellte sowohl den Anführer der Muslimbrüder als auch den Anführer der Kommunisten; beide Gruppen sollten sich in den folgenden Jahren aufs Heftigste bekämpfen.
Zum Hintergrund des Zusammenschlusses der verschiedenen Organisationen in der Muslimbruderschaft erklärte Mustafā as-Sibāʿī im Sommer 1946 gegenüber einem britischen Diplomaten:

„Seit 1936 wurden in Syrien verschiedene muslimische Jugendorganisationen gegründet, doch um die Franzosen nicht zu beunruhigen, erhielten die Organisationen in den verschiedenen Teilen des Landes unterschiedliche Namen. Da mit dem Ende der französischen Kontrolle auch der Grund für die Tarnung der Bewegung verschwunden ist, wurde beschlossen, sie alle in einer einzigen Organisation mit dem Namen al-Ikhwan al-Muslimin zu vereinen.“

Von ihren Vorläuferorganisationen übernahm die Muslimbruderschaft verschiedene Einrichtungen, so zum Beispiel eine Bibliothek in Homs, die dort 1941 von Šabāb Muḥammad gegründet worden war. Bis 1946 fand damit der Prozess der Entstehung der Muslimbrüder Syriens seinen Abschluss. Im Herbst 1946 traten die Syrischen Muslimbrüder der zu diesem Zeitpunkt gegründeten „Liga der ʿUlamā'“ (Rābiṭat al-ʿulamāʾ) bei, einer Art Dachverband der islamischen Vereinigungen, dem allerdings nicht alle Vereinigungen angehörten. Da die Mitglieder der in Hama und Aleppo beheimateten regionalen Organisationen, die in der Muslimbruderschaft aufgingen, der sufischen Tradition folgten, während die Mitglieder aus Damaskus dem Salafismus, entstand durch den Zusammenschluss auch auf ideeller Ebene eine einzigartige Synthese.

### Organisation und Aufbau
In ihrer prinzipiellen Gliederung unterschied sich die Organisation der Muslimbrüder nicht wesentlich von der ihrer Brüder in Ägypten. Es gab einerseits die hierarchische Gliederung in Zentren, Zweigstellen und Sektionen und andererseits die nach Funktionen wie zum Beispiel Studenten- und Arbeiterkomitees. Eine organisatorische Verbindung zwischen den Muslimbrüdern Syriens und denen Ägyptens bestand allerdings nicht. Die syrischen Muslimbrüder waren administrativ und finanziell unabhängig und erhielten keine Anweisungen oder Befehle von den Muslimbrüdern in Ägypten. Der nationale Charakter der Muslimbrüder Syriens zeigt sich darin, dass die hierarchischen Einheiten der Gesellschaft parallel zu den Verwaltungseinheiten des syrischen Staates gebildet wurden.

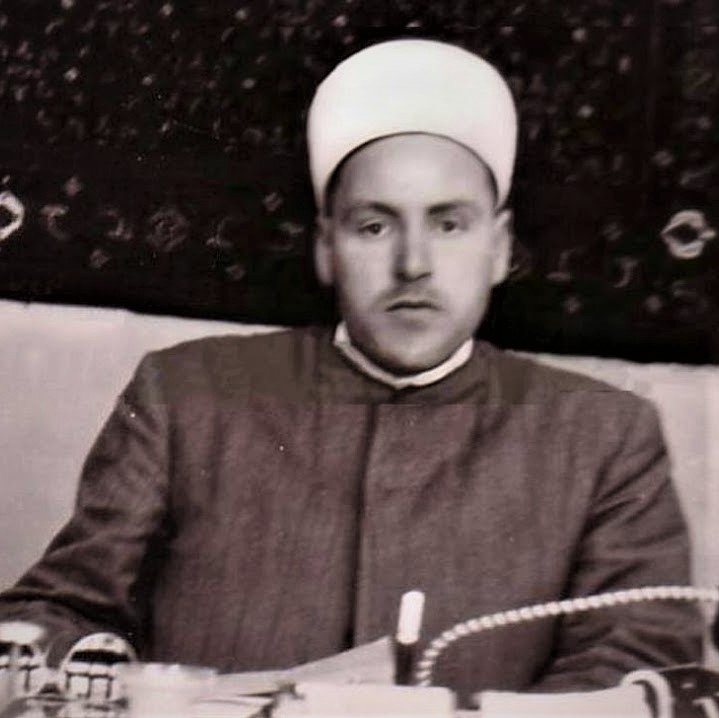
Mustafā as-Sibāʿī, der erste Generalinspekteur der syrischen Muslimbrüder

An der Spitze der Organisation stand das „Allgemeine Zentrum“ (al-markaz al-ʿāmm), das sich in der Hauptstadt Damaskus befand. In ihm hatte auch das Oberste Zentralkomitee (al-laǧna al-markazīya al-ʿulyā) seinen Sitz. An der Spitze dieses Komitees als Führer aller Muslimbrüder Syriens stand der Generalinspekteur (murāqib ʿāmm), der von einem 25-köpfigen Gremium gewählt wurde, das „Allgemeine Konferenz“ (muʾtamar ʿāmm) oder Konsultativrat (maǧlis aš-šūrā) genannt wurde. Das Amt des Generalinspekteurs übte bis 1954 Mustafā as-Sibāʿī aus. Er war in den ersten Jahren die überragende Persönlichkeit bei den syrischen Muslimbrüdern. Die Führung der Muslimbrüder Syriens hatte allerdings mehr kollektiven Charakter. Die wichtigsten Persönlichkeiten in der Anfangszeit neben Mustafā as-Sibāʿī waren der Aleppiner ʿUmar Bahā al-Amīrī, der im März 1948 zum Stellvertreter as-Sibāʿīs gewählt wurde, der Damaszener Journalist Baschīr al-ʿAuf, der die Zeitungen der Muslimbrüder herausgab, und die beiden Hochschullehrer und Politiker Maʿrūf ad-Dawālībī aus Aleppo und Muhammad al-Mubārak aus Damaskus.
Intern war die Organisation in einzelne Gremien gegliedert, die Komitees (liǧān) genannt wurden. Für die Wohltätigkeitsarbeit waren zum Beispiel die Komitees der gegenseitigen Hilfe zuständig. Neben den Komitees gab es auch eigene Wirtschaftsunternehmen, die genossenschaftlich organisiert waren. Die Druck- und Verlagsgesellschaft, bei der die Zeitung der Muslimbrüder gedruckt wurde, lag ebenfalls in ihren eigenen Händen. Darüber hinaus hatten die Syrischen Muslimbrüder mit der eine pfadfinderähnliche, paramilitärische Unterorganisation, die sie nach den gleichnamigen mittelalterlichen Männerbünden Futuwwa nannten. Im August 1946 wurde für sie in Yabrud erstmals ein Trainingslager abgehalten. Ungefähr 300 junge Muslimbrüder kamen am 28. August nach Yabrud, um unter Aufsicht der Armee den Gebrauch von Waffen zu üben. Allerdings unternahmen die Futūwa-Gruppen auch Reisen, zum Beispiel zu archäologischen Sehenswürdigkeiten oder Lagern von Palästinaflüchtlingen.
Die Syrischen Muslimbrüder unterhielten auch eigene Schulen. Die wichtigste war das Islamisch-Arabische Institut in Damaskus. In den Abendschulen der Muslimbrüder in Aleppo wurden mehr Arbeiter ausgebildet als in allen anderen öffentlichen und privaten Schulen der Stadt. Auch in Latakia und Deir ez-Zor hatten sie Schulen. Sie dienten vor allem der Bekämpfung des Analphabetismus. In Damaskus hatten die Muslimbrüder auch eine eigene Klinik. Im Winter 1947 nahmen sie aktiv an Vorsorgemaßnahmen und der Bekämpfung der aus Ägypten eingeschleppten Cholera teil.
Die Syrischen Muslimbrüder gaben auch eine eigene Tageszeitung mit dem Namen al-Manār heraus. Sie diente als ihr offizielles Sprachrohr. Die Popularität der Zeitung war bis Mitte 1946 so groß, dass die Nachfrage nach ihr laut einem britischen Diplomaten aus dieser Zeit sogar „größer als das Angebot“ war und ihre Auflage „größer als die jeder anderen in Damaskus erscheinenden Tageszeitung“.

### Mitgliedschaft und Verbreitung

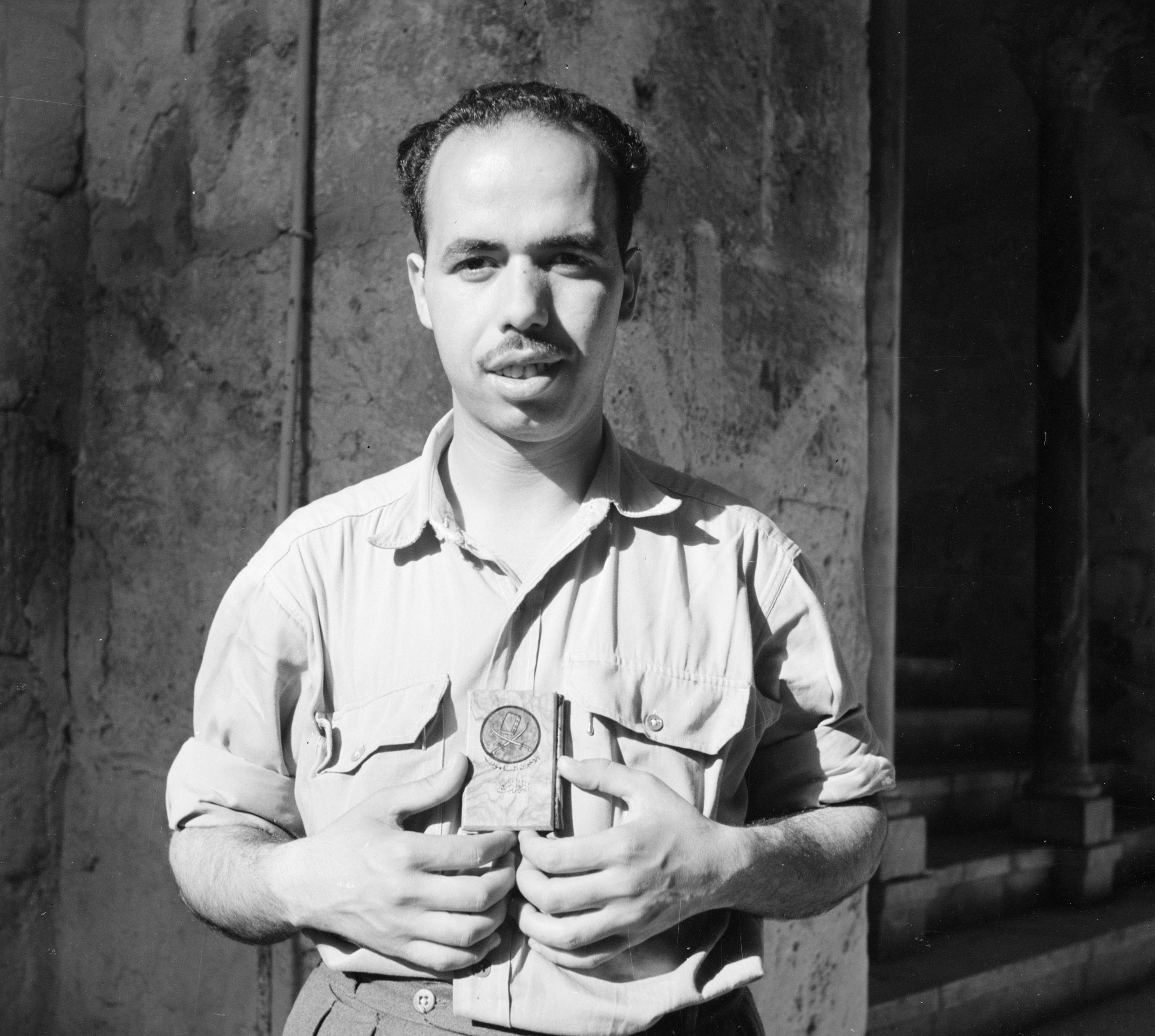
Junger Mann aus Aleppo mit Abzeichen der Muslimbrüder, 1950

Die New York Times schätzte 1955 die zahlenmäßige Stärke der Muslimbruder Syriens auf 10.000 bis 12.000. Die Organisation hatte dabei in den Anfangsjahren einen vorwiegend städtischen Charakter. Ihre soziale Basis war nach Johannes Reissner das sunnitische städtische Kleinbürgertum. Im Unterschied zu den ägyptischen Muslimbrüdern konnten sie kaum Anhänger in den ländlichen Gebieten finden, denn hier führte die Arabische Sozialistische Partei von Akram al-Haurani die Bauern in ihrem Kampf gegen die Ausbeutung durch die Großgrundbesitzer an. Ihre Verbreitung in ländlichen Regionen ist lediglich für relativ entwickelte Oasendörfer der Ghuta und des Qalamūn belegt.
Besonders aktiv waren die Muslimbrüder in Latakia und in Homs. Ein Grund für die starke Verbreitung in Homs war, dass Mustafā as-Sibāʿī aus dieser Stadt stammte und es noch mehrere andere Mitglieder seiner Familie gab, die hier aktiv waren. 1947 kam es in Homs sogar zu Kämpfen zwischen Kommunisten und Muslimbrüdern, bei denen ein Toter zu beklagen war. In Hama waren die Muslimbrüder dagegen bis Anfang der 1950er Jahre eher wenig aktiv. In den 1960er und 1970er Jahren entwickelte sich die Stadt allerdings zu einer Hochburg der Organisation. Sowohl bei der Hama-Revolte von 1964 als auch bei den Unruhen im Frühjahr 1973, als zur Debatte stand, ob der Islam zur Staatsreligion erklärt werden solle, spielten die Muslimbrüder von Homs und Hama die wichtigste Rolle.
Was die Berufe anlangt, so waren die führenden Mitglieder der Muslimbrüder im Wesentlichen Angehörige akademischer und freier Berufe, hohe Beamte, Professoren, Rechtsanwälte und Ärzte. Einige der führenden Mitglieder gehörten auch der Bourgeoisie an. In der Anhängerschaft überwog das Kleinbürgertum. Einen großen Teil der Mitglieder machten Industriearbeiter aus. Auch unter Lehrern gewannen die Muslimbrüder viel Unterstützung. Anders als in Ägypten lassen sich zwischen den syrischen Muslimbrüdern und den Militärs des Landes keine Kontakte nachweisen.

### Kampf um Palästina
Eine überragende Bedeutung hatte für die Syrischen Muslimbrüder in dieser frühen Zeit das Palästinaproblem. Wie ihre ägyptischen Kollegen hielten sie engen Kontakt zum Obersten Arabischen Komitee, das vom Mufti von Jerusalem Amīn al-Husainī geleitet wurde. Am 2. November des Jahres 1946, dem 29. Jahrestag der Balfour-Deklaration, sammelten sie eine Summe von mehr als 18.000 syrische Pfund ein, um sie an das Oberste Arabische Komitee zu senden. Außerdem sollte jeder Muslimbruder täglich einen Palästina-Piaster zahlen. Am 12. September 1947 verlasen sie bei einer Kundgebung in der Umayyaden-Moschee ihre „Vaterländische Charta“ (al-mīṯāq al-waṭanī) für die Verteidigung Palästinas, in der sie erklärten, dass die Araber keine Hoffnung mehr in die Gerechtigkeit der westlichen Staaten setzen, sondern sich bei der Befreiung Palästinas auf sich selbst stützen sollten. Im Oktober 1947 organisierte das Damaskus-Komitee der Muslimbruderschaft eine Reihe von Streiks und Protesten mit dem Ziel, die Großmächte dazu zu drängen, gegen den UN-Teilungsplan für Palästina zu stimmen.
Auf die Annahme des Teilungsplans durch die UN-Generalversammlung am 27. November 1947 reagierten die Syrischen Muslimbrüder mit einer offiziellen Erklärung, in der sie diesen als Verschwörung der Großmächte gegen die Araber scharf verurteilten und mit den Kreuzzügen verglichen. Am 30. November fanden in Damaskus Proteste gegen die Teilung statt, die von Gewaltausbrüchen begleitet waren, für die nach Angaben der US-Botschaft in Damaskus „Agitatoren der Muslimbruderschaft“ die Verantwortung hatten. Die US-Botschaft wurde dabei auch mit Steinen beworfen. In ihrer Zeitung beklagten die Muslimbrüder, dass der Westen seine eigenen Ideale verraten und so die Araber getäuscht habe und die Ehre (karāma) der Araber aufs Schärfste verletzt worden sei. Im Winter 1947 schlugen sie vor, die Frage der Konzessionen für die Transarabische Pipeline als Waffe gegen die Großmächte in der Palästinafrage einzusetzen.

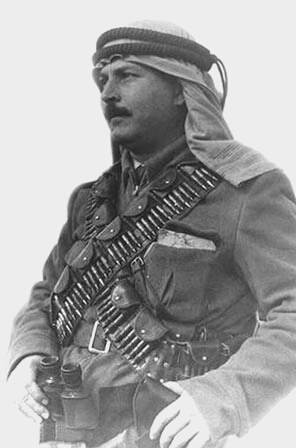
ʿAbd al-Qādir al-Husainī

Mit dem feierlichen Einzug des ersten Trupps von Freiwilligen aus ihren Reihen in das Trainingslager der Arabischen Befreiungsarmee in Qatana am 5. März 1948 begann für die Muslimbrüder eine neue Phase ihres Kampfes um Palästina. Im Trainingslager betonten die Muslimbrüder den religiösen Aspekt des Dschihad. ِIn dieser Zeit besuchte auch Hasan al-Bannā überraschend Damaskus und führte Gespräche mit der Führung der syrischen Muslimbrüder. Über ihre Beteiligung an den Kampfhandlungen des Palästinakriegs ist nicht viel bekannt, allerdings geht aus Zeitungsberichten hervor, dass am 5. April 1948 ein Trupp (sarīya) syrischer Muslimbrüder, begleitet von ʿAbd al-Qādir al-Husainī von Qatana nach Palästina zog, und am 14. April Mustafā as-Sibāʿī mit einem anderen Trupp von ihnen nach Jerusalem zog. Dort sollen 85 Muslimbrüder unter der Leitung as-Sibāʿīs und zwei Offizieren des syrischen Heers gekämpft haben. Der Mufti selbst soll sich dafür eingesetzt haben, dass die Muslimbrüder unter dem Oberkommando seines Neffen ʿAbd al-Qādir al-Husainī in Jerusalem kämpften. Daneben gab es weitere Soldaten der Muslimbrüder, die in das Befreiungsheer eingegliedert waren. Insgesamt kämpften wahrscheinlich um die 200 syrische Muslimbrüder in Palästina. Nach Zeitzeugenberichten waren sie in der Regel sehr diszipliniert, gut ausgebildet und stark darauf bedacht, im Dschihad den Tod zu finden.
Ende April 1948 schickten die syrischen Muslimbrüder Telegramme an alle arabischen Führer, um sie zum Einmarsch ihrer Truppen zu bewegen. Den ersten Waffenstillstand vom 11. Juni lehnten sie wie der Großteil der arabische Bevölkerung ab, weil sie überzeugt waren, dass er den Arabern den Sieg geraubt habe. Anfang Juli forderten sie mit allem Nachdruck die Wiederaufnahme des Dschihad. Das Ergebnis der zweiten Runde des Krieges, die bis zum 18. Juli dauerte und mit einer arabischen Niederlage endete, hielten sie ebenfalls für unannehmbar. Der Kampf in Palästina war für die Muslimbrüder nicht nur eine militärische Auseinandersetzung zur Verhinderung der Entstehung des Staates Israel, sondern „ein geradezu metaphysischer Kampf zwischen dem Materialismus des Westens und dem Geist des Ostens“. Den zweiten Waffenstillstand stellten sie dabei in Beziehung zur Schlacht von Badr, deren Jahrestag ungefähr auf den gleichen Tag fiel, und stellten die Frage, warum die Muslime trotz ihrer zahlenmäßigen Unterlegen in Badr gesiegt, in Palästina trotz ihrer Überzahl aber unterlegen waren. Muhammad al-Mubārak erklärte dies damit, dass man in Badr um Prinzipien gekämpft habe, nicht aber in Palästina.

### Parlamentarische Arbeit in der Zeit der Demokratie
Wie bei vielen anderen syrischen Vereinigungen war die Arbeit der Muslimbrüder von Anfang an auch politisch. So nahmen sie schon im Sommer 1947 an den Parlamentswahlen teil. Ihre Kandidaten waren Muhammad al-Mubārak in Damaskus, Maʿrūf ad-Dawālībī und ʿUmar Bahā al-Amīrī in Aleppo und Mahmūd asch-Schaqafa in Hama. Ad-Dawālībī und al-Amīrī kandidierten in Aleppo auf der Liste der Populisten und asch-Schaqafa in Hama als Unabhängiger. Drei der Kandidaten, al-Mubārak, asch-Schaqafa und ad-Dawālībī, wurden ins Parlament gewählt. Damit waren die syrischen Muslimbrüder der erste Zweig der Muslimbruderschaft, der ihre Ideen offiziell in einem verfassungsmäßigen Parlament repräsentierte. Den ägyptischen Muslimbrüdern war dies bisher noch nicht geglückt. Deshalb entwickelten sie ein positiveres Verhältnis zur parlamentarischen Demokratie als ihre ägyptischen Kollegen, „auch wenn ihr Demokratiebegriff selbst von ähnlichen Schwächen gekennzeichnet war wie der der ägyptischen Muslimbrüder.“
Führende Muslimbrüder wie Maʿrūf ad-Dawālībī und Muhammad al-Mubārak schlossen sich der 1948 gegründeten Volkspartei an. Die Zugehörigkeit zu dieser Partei verlieh ihnen größeren politischen Einfluss, doch war es keineswegs so, dass sie von nun an nur die Politik der Volkspartei vertraten. Mit dem Putsch von Husni az-Za'im Ende März 1949 endete die kurze Zeit der freien parlamentarisch demokratischen Regierungsform, der die Muslimbrüder einen gewissen politischen Einfluss verdankten. Die Muslimbrüder begrüßten allerdings den Putsch und ließen Husni az-Za'im eine Denkschrift zukommen, in der sie zum Fortschritt der Umma aufriefen und sieben Forderungen erhoben, darunter, dass das Prinzip der Schūrā, also der Konsultation, zu verwirklichen sei. Allerdings machte Husni az-Za'im schon sehr bald klar, dass er die Muslimbrüder bekämpfen wollte. Am 16. Mai 1949 verbot er die Muslimbruderschaft und ihre Zeitung al-Manār. Einige ihrer Anführer mussten auch kurzzeitig ins Gefängnis. Allerdings wurde sie nach dem Putsch von Sami al-Hinnawi im Zuge der Wiederzulassung der politischen Parteien Ende August 1949 wieder zugelassen.
Für die folgenden Wahlen zur Verfassunggebenden Versammlung am 15. November 1949 bildeten die Muslimbrüder in Damaskus zusammen mit der Dschamʿīya al-Gharrā' und einigen unabhängigen Politikern die „Islamische Sozialistische Front“ (al-ǧabha al-Islāmīya al-ištirākīya). Diese diente von da an bis zur Auflösung des Parlaments durch Adib asch-Schischakli im Winter 1951 als die politische Plattform der syrischen Muslimbruderschaft, die als bloße Vereinigung dem Gesetz nach nicht als Partei politisch tätig sein durfte. Die Kandidaten der Front in Damaskus waren Mustafā as-Sibāʿī, Muhammad al-Mubārak und ʿĀrif at-Taraqdschī von den Muslimbrüdern sowie ʿAbd al-Hamīd at-Tabbāʿ von der Dschamʿīya al-Gharrā'. Außerhalb von Damaskus stellten sich nur noch in Aleppo Kandidaten der Muslimbrüder zur Wahl, nämlich ʿUmar Bahā al-Amīrī und Maʿrūf ad-Dawālībī. Beherrschendes Thema der Wahl war die Frage der Vereinigung mit dem Irak, die die Muslimbrüder strikt ablehnten. Dabei unterstützten sie auch zwei christliche Kandidaten, die ähnliche Positionen wie sie vertraten. In der Regierung, die Chalid al-Azm am 28. Dezember 1949 bildete, waren die Muslimbrüder durch zwei Minister vertreten: Muhammad al-Mubārak wurde zum Minister für öffentliche Arbeiten und Maʿrūf ad-Dawālībī zum Wirtschaftsminister. In der 1950 gebildeten Verfassunggebenden Versammlung forderten die Muslimbrüder die Erklärung des Islams zur Staatsreligion. Zwar konnten sie dies nicht durchsetzen, doch erreichten sie, dass der Islam eine tragende Rolle im politischen und rechtlichen System Syriens erhielt.
Am 16. Januar 1952 wurde die Muslimbruderschaft aber im Zusammenhang mit der Militärdiktatur Adib asch-Schischaklis erneut verboten. Grundlage war der auch andere Organisationen betreffende Beschluss der Armeeführung vom 4. Januar, alle Parteiorganisationen paramilitärischen Charakters aufzulösen. Bei der Muslimbruderschaft stützte sich das Verbot auf die Existenz der Futuwwa-Verbände. Die Provinzen des Landes wurden angewiesen, mit Unterstützung der Armee sämtliche Zentren und Zweigstellen der Muslimbrüder zu schließen ihre Gebäude zu versiegeln und ihre Aktivitäten zu beobachten. Mustafā as-Sibāʿī selbst wurde 1952 für drei Monate inhaftiert.
Erst nach dem Ende der Militärdiktatur im Februar 1954 konnten die Muslimbrüder sich neu formieren und wieder öffentlich wirken. In einer am 6. März 1954 herausgegebenen Erklärung, die in Form von Flugblättern verteilt wurde, brachten sie zum Ausdruck, dass ebenso wie andere auch sie unter asch-Schischakli Gefängnisstrafen und Verbannung erlitten hätten, und bekundeten ihren Willen, künftig keine eigene Kandidaten mehr für politische Wahlen aufzustellen. Eine offizielle Zulassung per ministeriellen Erlass erhielten die Muslimbrüder erst am 8. Juni 1955. Der Rückzug der syrischen Bruderschaft aus der politischen Aktivität und insbesondere die Entscheidung, bei den Wahlen von 1954 nicht anzutreten, soll auf Drängen von Hasan al-Hudaibi von der ägyptischen Bruderschaft erfolgt sein.

### Die Idee des Islamischen Sozialismus
Ein besonderes Merkmal der syrischen Muslimbrüder war ihr starkes Interesse an sozialen Fragen. Bereits in ihrer Programmschrift von 1945 sprachen sie davon, jedem Arbeiter seinen Lebensunterhalt durch Mindestlöhne und Zahlungen im Krankheitsfall zu garantieren und jedem Bauern ein Mindestmaß an Eigentum zuzusichern – und sowohl den Arbeitern als auch den Bauern eine spirituelle Atmosphäre zu gewährleisten. Es war Muhammad al-Mubārak, der im Herbst 1947 als erster der syrischen Muslimbrüder im Parlament die sozialen Reformvorstellungen der Muslimbrüder mit dem Begriff des Sozialismus belegte. Hiermit reagierte er allerdings nur auf einen bestehenden Trend, denn auch außerhalb ihrer Kreise wurde das Wort inflationär verwendet. Verbunden mit dem Konzept des Sozialismus waren bei Muhammad al-Mubārak die Forderungen: a) eine Beschränkung der Vermögen (taḥdīd aṯ-ṯarwāt), b) progressiven Steuern (ḍarāʾib taṣāʿudīya) und c) eine Verteilung derjenigen Ländereien, die von ihren Besitzern nicht genutzt wurden. Diese drei von ihm erhobenen Forderungen bildeten den wirtschaftspolitischen Kern der sozialen Reformvorstellungen der Muslimbrüder.
Von allen anderen politischen Gruppierungen Syriens, die auch Sozialismus für sich beanspruchten, unterschieden sich die Muslimbrüder zu diesem Zeitpunkt durch die Berufung auf den Islam. In einem Artikel, der im Winter 1948 in ihrer Zeitung al-Manār erschien, bekannten sich dann die syrischen Muslimbrüder zum ersten Mal zum Prinzip des Islamischen Sozialismus. Danach tauchte dieser Begriff immer häufiger auf. Die Gültigkeit des Islams in allen Bereichen des Lebens, war auch das eigentliche Hauptthema der syrischen Muslimbrüder. Grund dafür war ihre Überzeugung, dass Fortschritt ohne Religion nicht möglich sei. Zwischen den Anhängern der Baath-Partei und denen der Muslimbrüder kam es aus diesem Grund auch mehrmals zu Schlägereien. Abgesehen von der religiösen Fundierung des Sozialismus, stimmten die sozialen Vorstellungen der Muslimbrüder mit denen der Baath-Partei und der Sozialistischen Arabischen Partei Akram al-Hauranis im Wesentlichen überein. Ein wichtiger Unterschied gegenüber den hier genannten Parteien bestand allein bei der Frage des Landbesitzes. Die Baath-Partei und die Sozialistische Arabische Partei waren hier radikaler.
Auffällig in den frühen Veröffentlichungen der Syrischen Muslimbrüder ist die besondere Wertschätzung der Arbeit, die sie auch gegen weltentsagende Mystik glaubten verteidigen zu müssen. Ein Artikel über die „Prinzipien der Arbeit im Islam“ aus dem Jahre 1947 sagt deutlich, dass Gott die Arbeit für all diejenigen zur Pflicht gemacht habe, die zu ihr fähig seien. Sie sei nicht Harām, wie die Sufis meinten, und auch kein notwendiges Übel, das vom rechten Gottvertrauen (tawakkul) ablenke. Ein erweiterter Katalog konkreter sozialpolitischer findet sich im Programm der Islamischen Sozialistischen Front aus dem Winter 1949. Hier finden solche Forderungen wie Beseitigung der feudalen Zustände durch Begrenzung des
Landbesitzes, Schutz und Entwicklung der nationalen Wirtschaft, Sozialversicherung und Wahrung der Rechte der Arbeiter. Dies zeigt, dass nicht Sozialismus im engeren Sinn ihr Ziel war, sondern soziale Reformen, die sich an der Idee eines sozialen Staates orientierten. Die historische Bedeutung der Proklamation der Idee des Islamischen Sozialismus durch die Syrischen Muslimbrüder lag nicht in seinen konkreten sozialpolitischen Forderungen, sondern darin, dass die Verbindung von Islam und Sozialismus für legitim erklärt wurde. Sie halfen damit, die Konfrontation zwischen Islam und Sozialismus, dem vorher das „Odium des Areligiösen anhaftete“, aufzuheben.
Ein besonderes Merkmal der Soziallehre der Muslimbrüder war die Ablehnung der Vorstellung des Klassenkampfes, weil sie der Auffassung waren, dass sich die Gesellschaft aus der Gesamtheit derjenigen zusammensetzt, die in ihr arbeiten. Ihr Gesellschaftsbild war bestimmt von der Idee der Einheit eines durch keinerlei Klassen und Eigeninteressen geschiedenen Volks, dem allerdings eine herrschende Schicht gegenübersteht. Diese habe sich zwar wegen ihres religionswidrigen und unmoralischen Verhaltens vom Volk entfremdet, könne jedoch durch ein religionskonformes Verhalten zur Einheit mit dem Volk zurückfinden. Notwendig zur Beseitigung der Kluft zwischen Herrschenden und Volk sei eine Reform, die das Leben der Gesellschaft und der Politiker wieder an den Forderungen der Religion ausrichte. Für diese Reform, die in der Religion gründet und alle Bereiche des Lebens umfassen sollte, verwendeten die syrischen Muslimbrüder genauso wie Muhammad Abduh und Raschid Rida den Begriff Islāh. Allerdings beklagten sie, dass die Herrschenden nicht auf der Seite des Volkes stünden und die bitter notwendigen Reformen nicht leisteten.

### Ablehnung der Großsyrienpläne und der Vereinigung Syriens mit dem Irak
Die Syrischen Muslimbrüder lehnten nicht nur die Teilung Palästinas ab, sondern auch den Großsyrienplan des Haschimiten Abdallah ibn Husain I. von Transjordanien. Im September 1947 reichten sie dazu auch eine Denkschrift beim Staatspräsidenten und beim Ministerpräsidenten ein. Hierin argumentierten sie, dass das von Abdallah angestrebte Großsyrien weder das Gebiet von Iskenderun, noch den Libanon oder Palästina umfasse und somit eine Verstümmelung des „natürlichen Syrien“ sei, welches das syrische Volk früher gefordert habe. Hauptgrund für die Ablehnung des Großsyrienplans durch die Muslimbrüder war wahrscheinlich ihre Angst vor einem drohenden Verlust des republikanischen Systems, durch das sie gerade in den letzten Wahlen in Syrien an Bedeutung gewonnen hatten. Ein weiterer Grund war, dass sie auf der Seite Amīn al-Husainīs standen, der in der Palästinafrage andere Interessen verfolgte als Abdallah. Auch in der Folgezeit nahmen die Syrischen Muslimbrüder eine konsequent antihaschimitische Haltung ein. Die Anfang 1950 getroffenen Maßnahmen der syrischen Regierung, durch die die Ablehnung der Großsyrienpläne und der Pläne einer Vereinigung mit dem Irak zementiert wurde, wurden von den Muslimbrüdern stark begrüßt.

### 1954–1958: Syrien als internationales Zentrum der Muslimbrüder
Nach dem Ende der Diktatur Adib asch-Schischakli 1954 nahmen die syrischen Muslimbrüder nicht mehr an Wahlen teil und widmeten sich hauptsächlich dem Schicksal der eigenen Gemeinschaft. Die entscheidende politische Entwicklung Syriens ab Mitte der fünfziger Jahre trugen sie nicht mehr mit. Da aber im Sommer 1954 die ägyptischen Muslimbrüder verboten wurden, erhielten die syrischen Muslimbrüder mehr und mehr Sammelfunktion für die Muslimbrüder insgesamt. Syrien wurde nun zum internationalen Zentrum der Muslimbrüder. Ihre gegen Gamal Abdel Nasser und Ägypten gerichtete Polemik gewann so große Wirkung, dass Ägypten sogar seinen Botschafter aus Damaskus abberief. Außerdem kam das Gerücht auf, dass Mustafā as-Sibāʿī nach der Verhaftung des Führers der ägyptischen Muslimbrüder Hasan al-Hudaibi im Oktober 1954 zu dessen Nachfolger gewählt worden sei.
Am 8. März 1957 fand ein Kongress der Muslimbrüder aller arabischen Länder statt, auf dem ein neues Exekutivkomitee mit Mustafā as-Sibāʿī an der Spitze gewählt wurde. Im gleichen Jahr gab as-Sibāʿī die Führung der Syrischen Muslimbrüder an ʿIsām al-ʿAttār ab. Er war ein Vertreter des eher friedlich und moderat eingestellten Damaszener Flügels der Organisation. Seine leidenschaftlichen Predigten der späten 1950er Jahre werden in Syrien oft als Grund für den eigenen Beitritt zur Bewegung der Muslimbrüder genannt.
Zwischen 1955 und 1958 gaben die Muslimbrüder von Damaskus die Monatszeitschrift die Monatszeitschrift al-Muslimūn heraus.

### 1958–1961: Auflösung der Organisation während der ägyptisch-syrischen Union
Politische Entwicklungen in Syrien, insbesondere politische Erwägungen der Baath-Partei hinsichtlich der steigenden Popularität der Kommunistischen Partei sowie Gamal Abdel Nassers Wunsch, die syrische Außenpolitik zu kontrollieren, führten am 1. Februar 1958 zur Vereinigung Ägyptens und Syriens in der Vereinigten Arabischen Republik (VAR). Obwohl die Muslimbruderschaft zu dieser Zeit in Ägypten schon unterdrückt wurde, begrüßten die Syrischen Muslimbrüder die syrisch-ägyptische Union, weil sie ihrem generellen Bestreben nach einer Vereinigung der arabischen und islamischen Länder entgegenkam. Nasser erließ aber am 12. März 1958 ein Dekret zur Auflösung aller politischen Parteien in der syrischen „Region“ der VAR, das die syrische Muslimbruderschaft ausdrücklich einschloss.  Mustafā as-Sibāʿī beugte sich Nasser bedingungslos und löste die Organisation offiziell auf.

### 1961–1963: Auf dem Höhepunkt der politischen Karriere

Maarouf al-Dawalibi, syrischer Premierminister von Dezember 1961 bis März 1962. Er gehörte zu den Mitbegründern der Syrischen Muslimbruderschaft

Die Auflösung der VAR im Jahr 1961 lehnten die Muslimbrüder zwar ab, ʿIsām al-ʿAttār, der as-Sibāʿī als Generalinspekteur abgelöst hatte, weigerte sich, das historische Manifest von 18 führenden syrischen Politikern zur Unterstützung der Sezession zu unterzeichnen. Allerdings bewegte sich Oberstleutnant ʿAbd al-Karīm an-Nahlawī, der Hauptverantwortliche für den separatistischen Putsch, in einem ideologischen Umfeld, das weitgehend von der Muslimbruderschaft dominiert wurde. Nach dem Putsch stützte er sich auf sie und ließ ihnen freie Hand.
Bei den Parlamentswahlen von 1961 errangen die Muslimbrüder zehn von insgesamt 173 Sitzen, drei davon in Damaskus. ʿIsām al-ʿAttār, erhielt in Damaskus die zweithöchste Stimmenzahl und wurde zu einer der einflussreichsten Persönlichkeiten der syrischen Politik. Diese Periode markierte den Höhepunkt der politischen Karriere der Bruderschaft, die erneut ins Kabinett zurückkehrte. Mustafā al-Zarqā wurde zum Justizminister und Minister für religiöse Stiftungen ernannt, während Maarouf al-Dawalibi von Dezember 1961 bis März 1962 erneut Premierminister war. Im Kabinett von Chalid al-Azm, das von September 1962 bis März 1963 die Regierung stellte, verfügte die Gruppe über vier Sitze. Allerdings übte ʿIsām al-ʿAttār in dieser Zeit in den bruderschaftschaftseigenen Zeitungen al-Manār und al-Liwāʾ scharfe Kritik an der Nähe der Regierung zum Ostblock.

## Die frühe Baath-Ära (1963–1975): Repression und Spaltung in verschiedene Lager
Der Baath-Putsch vom 8. März 1963 und die darauffolgende Machtübernahme durch die Baath-Partei beendete die parlamentarische Erfahrung der syrischen Muslimbruderschaft und verschlechterte ihre politische Lage erheblich. Die Muslimbrüder entwickelten sich zu den unerbittlichsten Gegnern der Baathis und zum verlängerten Arm der gefährdeten städtischen Händler. Nachdem die Islamisten einen Generalstreik durchgeführt hatten, der insbesondere in Hama erfolgreich war, wurde die Bruderschaft 1964 verboten. Ihr Anführer Issam al-Attar war schon 1963 ins Exil nach Deutschland gegangen, und die Organisation sah sich einer zunehmenden Repression ausgesetzt. Viele der gemäßigten syrischen Muslimbrüder fanden in den Golf-Staaten, insbesondere in Saudi-Arabien, eine zweite Heimat und betätigten sich in internationalen islamischen Organisationen. Als die internationale Organisation der Muslimbrüder im Jahr 1963 zusammenkamen, um dem syrischen Zweig die Integration in die größere Organisation vorzuschlagen, kam es zwischen den Flügeln der Bewegung in Damaskus und Aleppo zu Meinungsverschiedenheiten darüber, ob der Vorschlag angenommen werden sollte oder nicht.
Während das Exekutivkomitee, das oberste Entscheidungsgremium der syrischen Muslimbrüder, Anfang der 1960er Jahre aus fünf Mitgliedern bestand, die aus den Städten Damaskus, Aleppo, Hama, Homs und Latakia stammten, wurde dasselbe Organ ab Mitte der 1960er Jahre überwiegend von Damaszenern dominiert. Zu diesem „Damaszener Flügel“ gehörten trotz seines Namens nicht nur prominente Damaszener Brüder wie Muwaffaq Da'bul, Zuhair Schawisch und Muhammed Hawari, sondern auch einige Persönlichkeiten aus anderen Orten, wie Muhammed Riyād asch-Shuqfa aus Hama und Hasan Huwaidī aus Deir ez-Zor. Über die Frage, ob die Muslimbrüder einen bewaffneten Dschihad gegen das Baath-Regime führen sollte, kam es zwischen 1969 und 1970 zu einer Führungskrise, die zur Ersetzung ʿIsām al-ʿAttār, der einen solchen Kampf ablehnte, führte. Muslimbrüder, die aus Damaskus stammten, wurden zunehmend von einer „nördlichen Achse“ an den Rand gedrängt, die aus Brüdern aus Latakia, Aleppo, Hama und anderen Städten bestand.
Die Krise war aber so tiefgehend, dass es im Jahr 1970 zu einer Spaltung kam: fortan standen sich eine nördliche Gruppe unter Amīn Yegen und ʿAdnān Saʿīd, die sich für einen Dschihad gegen das Assad-Regime aussprach, und eine Gruppe aus Damaskus, die gemäßigtere Positionen vertrat, gegenüber. Der Sieg der „nördlichen Achse“ führte dazu, dass viele Damaszener Brüder, die ʿIsām al-ʿAttār treu geblieben waren, in den frühen 1970er Jahren sowohl die Bruderschaft als auch Syrien verließen. Sie konzentrierten sich fortan auf die Verbreitung der Daʿwa in der arabischen Welt. Viele von ihnen betätigten sich als Dozenten in Saudi-Arabien und Jordanien.
Durch die Meinungsverschiedenheiten in den eigenen Reihen wurde Feindseligkeit der Muslimbruderschaft gegenüber Asad und seinem Regime in der ersten Hälfte der siebziger Jahre in Grenzen gehalten. Ihre Mitglieder waren zwischen drei Gruppen mit unterschiedlichen Ansichten hin- und hergerissen: der „Kämpfenden Avantgarde“ (aṭ-Ṭalīʿa al-muqātila) des Sayyid-Qutb-Schülers Marwān Hadīd, die die jüngeren Mitglieder der Bruderschaft, insbesondere in Hama, anzog; der vorsichtigeren „Damaskus-Fraktion“ unter Führung von ʿIsām al-ʿAttār; und dem Flügel der Bewegung, der sich mit Scheich ʿAbd al-Fattāh Abū Ghudda aus Aleppo identifizierte und 1972 die Anerkennung der internationalen Dachorganisation erlangte. Die erste Gruppe von Marwān Hadīd nahm 1973 zunächst den Namen „Kämpfende Avantgarde der Partei Gottes“ an, wurde später jedoch als „Kämpfende Avantgarde der Muslimbrüder“ bekannt. Die Damaskus-Fraktion hatte kein Interesse an einer Konfrontation mit Assad, weil er in der ersten Hälfte der 1970er Jahre Syrien auf eine Weise lenkte, die den städtischen Händlern und der Führung der Muslimbrüder in Damaskus entgegenkam.

## Die Konfrontation mit dem Baath-Regime (1975–1982)

### Übergang zum Dschihad und Suche nach Verbündeten
Von 1975 bis 1980 hatten der Generalinspekteur ʿAdnān Saʿd ad-Dīn und sein „Hama-Clan“ innerhalb der syrischen Muslimbruderschaft das Sagen. Der Hama-Clan behielt auch bis Februar 1982 den größten Einfluss innerhalb der Organisation. Was in dieser Zeit die Feindseligkeit der Muslimbrüder gegenüber dem Regime verstärkte, war seine zunehmende alawitische Ausrichtung und die zunehmende Erosion des Status und der Macht der sunnitischen Gemeinschaft. Ab 1975 gab es in Syrien Gerüchte über Bomben- und Mordanschläge, in die angeblich auch die Muslimbrüder verwickelt waren. Am 8. Februar 1976 ging die Muslimbruderschaft zum systematischen bewaffneten Kampf gegen das Regime von Hafiz al-Assad über, den sie zum Dschihad erklärte. ʿAdnān Saʿd ad-Dīn traf sich am 1. Januar 1978 in Begleitung dreier seiner Adjutanten in Beirut mit ʿAbd as-Sattār az-Zaʿīm, dem Führer der Kämpfenden Avantgarde, und unterbreitete Vorschläge im Hinblick auf ein gemeinsames Vorgehen der beiden Gruppen und die Ernennung Zaʿīms zum Kommissar für den bewaffneten Kampf im Exekutivbüro der Bruderschaft. Hafiz al-Assad reagierte auf diese Radikalisierungstendenzen in der Weise, dass er die gemäßigten Elemente der Muslimbruderschaft zu umgarnen versuchte. Er besetzte mehr hochrangigen Positionen mit Sunniten und ernannte gleichzeitig Nadschāh al-ʿAttār, die Schwester des Anführers der Damaskus-Fraktion der Bruderschaft, zur Ministerin für Kultur und nationale Führung.
Gegen Ende der 1970er Jahre eskalierte die Situation. Am 16. Juni 1979 griffen Mitglieder der Bruderschaft die Militärakademie für Artillerieoffiziere in Aleppo an, metzelten 83 alawitische Kadetten nieder und verwundeten Dutzende weitere (inoffizielle Quellen berichteten von einer noch höheren Zahl von Opfern). Das Assad-Regime reagierte mit Repression und Massenverhaftungen. In einer am 28. Juni in Aachen veröffentlichten Erklärung bedauerte Issam al-Attar, dass das Regime die Schuld für den Überfall auf die Akademie den Muslimbrüdern zuschob und stellte die Vermutung an, dass die Machthaber damit die Vertreibung der islamischen Kräfte vorbereiten wolle. Die kuwaitische „Gesellschaft für soziale Reform“ (Ǧamʿīyat al-iṣlāḥh al-iǧtimāʿī), in der auch viele syrische Muslimbrüder Syriens tätig waren, leugnete eine Beteiligung der Muslimbrüder am Massaker von Aleppo und forderte die Beendigung ihrer Unterdrückung und Verfolgung in Syrien. Anfang September 1979 wurden in einer Moschee in Latakia zwei alawitische Persönlichkeiten ermordet, wofür wiederum die Muslimbrüder verantwortlich gemacht wurden.
Schon im Oktober 1979 sandte die syrische Muslimbruderschaft Briefe an die ʿUlamā' Syriens, in denen sie diese aufforderte, mit der Bruderschaft eine gemeinsame Front gegen das Assad-Regime zu bilden. Um die Alawiten für ihre Sache zu gewinnen, verteilten die Muslimbrüder im selben Monat in Damaskus, Aleppo, Homs und Hama eine Proklamation, in der sie erklärten, dass sie nicht deswegen gegen das mehrheitlich nusairische Regime kämpften, weil es nusairisch sei, sondern weil es unterdrückerisch sei. Während ihrer radikalen Phase und ihrem Aufstand gegen Hafez al-Assad gaben sie ab 1979 auch die Untergrundzeitschrift al-Naḏīr heraus.
Im November 1979 gab die Bruderschaft eine lange Erklärung heraus, die sich erneut an die „ʿUlamā' der Umma“ richtete und in der sie um Unterstützung und Führung in ihrem Kampf bat. Sie war von „den inhaftierten Muslimbrüdern in Syrien“ unterzeichnet. Dieses Dokument gab einen Bericht über die Bedingungen in den Baath-Gefängnissen und listete die verschiedenen Arten der Folter auf, denen die Muslimbrüder ausgesetzt waren, und appellierte an die Gelehrten, sich dem Dschihad in einer einheitlichen islamischen Front anzuschließen. Außerdem forderte sie die Gewährleistung aller international anerkannten Freiheiten wie Pressefreiheit, Versammlungsfreiheit usw. Im selben Monat veröffentlichte die Bruderschaft in ihrer Zeitschrift an-Naḏīr auch eine an die Streitkräfte gerichtete Erklärung, in der sie ihre Solidarität mit ihnen bekundete und sie aufrief, ihrem Gewissen zu folgen und auf die Unterdrücker in ihrer Mitte zu schießen. Anfang Dezember 1979 kam es zu heftigen Kämpfen zwischen syrischen Geheimdienstlern und Muslimbrüdern, die zahlreiche Tote forderten.

### Die gewaltsame Antwort des Regimes und das Gesetz 49/1980
Bis März 1980 verfolgte Assad eine zurückhaltende Politik gegenüber der Muslimbruderschaft. Als im Sommer und Herbst 1979 der Widerstand der Muslimbrüder gegen das Regime eine Krisenstimmung erzeugte, versuchte Assad die Stimmung im Lande auszulosten und traf sich mit Arbeitern, Kaufleuten, Bauern, Lehrern und Literaten und ermutigte sie, ihre Ansichten frei zu äußern. Mitte März 1980 drangen dann Einheiten der Dritten Armeedivision nach Aleppo ein, und ihr Kommandeur, General Shafiq Fayadh, warnte die Stadtbewohner, er sei „bereit, täglich tausend Männer zu töten, um die Stadt vom Ungeziefer der Muslimbrüder zu befreien“. Die Muslimbrüder ihrerseits berichteten von der Tötung von 97 „unschuldigen Bürgern“ durch die Streitkräfte des Regimes am 10. März 1980 in Dschisr asch-Schughur. In einer Rede versuchte al-Assad Stimmung gegen die Muslimbrüder zu machen, indem er daran erinnerte, wie sie gegen den ägyptischen Präsidenten Gamal Abdel Nasser vorgegangen waren, „auf dem Höhepunkt seines Kampfes gegen den Imperialismus“.
Am 7. Juli 1980 intensivierte das Regime die Repressionen gegen die Muslimbruderschaft mit der Verabschiedung des Gesetzes 49/1980, welches die Mitgliedschaft in der Organisation zum „Verbrechen“ erklärte, das mit dem Tod bestraft wird. Der Text dieses Gesetzes lautete: „Jeder, der der Muslimbruderschaft angehört, wird als Krimineller betrachtet und zum Tode verurteilt“. Zur Rechtfertigung seiner härteren Haltung behauptete Assad Ende Juli 1980 in einer Rede, dass die meisten, die sich den Protesten der Muslimbrüder anschlössen, dies nur „unter Druck und aus Angst“ täten. Nach dem Inkrafttreten dieses Gesetzes verließen die Führer der Muslimbruderschaft, darunter Generalinspekteur ʿAdnān Saʿd ad-Dīn, das Land, um im Irak und in Jordanien Zuflucht zu suchen.
Nach einem Attentat auf Assad am 26. Juni 1980 drangen syrische Soldaten in das Gefängnis von Palmyra ein und töteten tausend Insassen, die Anhänger der Muslimbruderschaft waren. Den nicht-militanten Mitgliedern der Organisation gab Assad eine Frist von einem Monat, um ihre Verbindung zur Bewegung aufzugeben und so der vorgeschriebenen Strafe zu entgehen. Diese Frist wurde später auf Drängen muslimischer und christlicher Geistlicher auf 50 Tage verlängert. Bis zum 28. August leisteten einer offiziellen Quelle zufolge 1.052 Mitglieder der Bruderschaft Folge.
Nach Angaben der Muslimbruderschaft ließ das Regime im Jahre 1980 eine große weitere Zahl von Menschen ermorden: eine nicht näher genannten Zahl von Menschen auf dem Al-Ahad-Markt in Aleppo am 13. Juli, 15 junge Bauern in Sarmada, einem Dorf im Distrikt Harim, am 25. Juli; 86 Personen, „hauptsächlich Kinder“, im Maschariqa-Viertel am 11. August; 35 weitere im Al-Qasr-Garten der Stadt am nächsten Tag und 120 weibliche „Geiseln“ (Mütter und Schwestern mutmaßlicher Kämpfer) im Gefängnis von Palmyra am 19. Dezember.

### Unterstützung aus dem Ausland und Inland
Umgekehrt fanden die Führer der Muslimbruderschaft in der irakischen Baath-Partei einen pragmatischen Verbündeten, der bereit war, ihren Kampf gegen das syrische Regime zu unterstützen. Saddam Hussein hatte ein Interesse daran, Syrien zu schwächen, ohne einen umfassenden Krieg zwischen Damaskus und Bagdad zu provozieren, und konnte dies durch die Unterstützung der Muslimbrüder erreichen. Die Hinwendung der Syrischen Muslimbruderschaft zum Irak hing auch mit ihrer Enttäuschung über das Iranische Revolutionsregime zusammen. 1979 hatte sie die Islamische Revolution in Iran zunächst begrüßt. Ihre Appelle an Ruhollah Chomeini  um moralische Unterstützung gegen das syrische Regime wurden jedoch nie beantwortet. Im Sommer 1980 hatte die anhaltende Unterstützung der Islamischen Republik für das Asad-Regime die Begeisterung der Bruderschaft für diese Revolution gedämpft.
Parallel dazu war aber auch König Hussein von Jordanien seit Ende der 1970er Jahre ein wichtiger Gastgeber für im Exil lebende Führer der syrischen Muslimbrüder, die er während ihres gesamten Aufenthalts in Amman willkommen hieß. In der jordanischen Wüste wurden Trainingslager errichtet, und die syrischen Muslimbrüder hielten ihre Schūrā-Ratssitzungen regelmäßig in Amman ab. Prominente syrische Muslimbrüder wie ʿAlī Sadr ad-Dīn al-Bayānūnī zogen erst nach der Thronbesteigung von König Abdullah II. im Jahre 1999 aus Amman ab.
Gewissermaßen eine Antwort auf den Appell an die syrischen ʿUlamā' vom Vorjahr war die im Oktober 1980 gebildete Islamische Front in Syrien, in der sich ca. 100 syrische islamische Religionsgelehrte mit der Muslimbruderschaft zusammenschlossen. Sie wurde in der folgenden Zeit zur wichtigsten Kraft hinter dem Aufstand gegen das Regime. Sie sollte als Dachorganisation für alle islamischen Gruppen und Vereinigungen in Syrien dienen, damit diese ihre Arbeit koordinieren und kooperieren, die Unterstützung für die Bruderschaft und die anderen islamischen Gruppen ausweiten und den Islam im Land „verteidigen“ könnten.

### Das „Programm der Islamischen Revolution“ und das Gemeinsame Kommando
Am 9. November 1980 veröffentlichten die Syrischen Muslimbrüder ihr Manifest Deklaration und Programm der Islamischen Revolution in Syrien (Bayān aṯ-ṯaura al-Islāmīya fī Sūriya wa-manhaǧuhā). Verantwortlich zeichneten dafür Saʿīd Hawwā, ʿAlī Sadr ad-Dīn al-Bayānūnī und ʿAdnān Saʿd ad-Dīn im Auftrag des „Oberkommandos der Islamischen Revolution in Syrien“. Im ersten Teil priesen die Muslimbrüder Hasan al-Bannā als Gründer einer Bewegung an, die an dem ganzheitlichen Charakter des Islams festhielt, und definierten ihren Konflikt mit der syrischen Regierung als einen sektarischen Konflikt zwischen Sunniten und Alawiten. Im zweiten Teil formulierten sie ihre politischen, gesellschaftlichen und wirtschaftlichen Vorstellungen für den zu gründenden Islamischen Staat. Das politische System sollte auf Schūrā basieren. Wichtiger aber war der große Nachdruck, den sie in diesem Programm auf die politische Emanzipation der einfachen Bürger legten: „Das Bedürfnis der Nation, ihre Freiheit wiederzuerlangen, ist ebenso lebenswichtig wie ihr Bedarf an Luft, Wasser und Nahrung.“ Die wirtschaftlichen Aussagen des Programm standen im Einklang mit den Ansichten und Interessen der städtischen sunnitischen Mittel- und Unterschicht der Handels- und Industriebranche. Die Schrift wurde auch in Europa verteilt, und es wurden englische, französische und türkische Übersetzungen erstellt.
Um der Repression des Regimes etwas entgegensetzen zu können, bemühten sich die Muslimbrüder außerdem um Schließung ihrer Reihen. Im Dezember 1980 bildeten sie ein zwölfköpfiges Gemeinsames Kommando, in dem jede der drei Fraktionen der Bruderschaft mit vier Mitgliedern vertreten war. Zum neuen Generalsuperintendenten wurde der Arzt Hasan Huwaidī aus Deir ez-Zor gewählt, ein Unterstützer von ʿIsām al-ʿAttār. Zum Gemeinsamen Kommando gehörten außerdem Saʿīd Hawwā, Chefideologe der Bruderschaft; ʿAlī Sadr ad-Dīn al-Bayānūnī, ein Anwalt aus Aleppo aus einer religiösen Scheich-Familie; und ʿAdnān Saʿd ad-Dīn, der nun als stellvertretender Generalinspekteur diente. Hauptvertreter der Kämpfenden Avantgarde im Gemeinsamen Kommando war ʿAdnān ʿUqla, ein dreißigjähriger Bauingenieur aus den Golanhöhen. Er war die aktivste Figur der Avantgarde, insbesondere in Aleppo. Um die militärischen Fähigkeiten der Bruderschaft zu stärken, wandte sich das Gemeinsame Kommando Berichten zufolge an den Irak und Jordanien mit der Bitte um Unterstützung. Drei ihrer Mitglieder – Saʿd ad-Dīn, Hawwā und ʿUqla – reisten 1981 nach Bagdad und trafen sich zunächst mit Tāhā al-Dschizrāwī, einem Mitglied des Irakischen Revolutionskommandos, und später, ohne ʿUqla, mit Saddam Hussein. Sie erhielten die Zusicherung, dass die Bruderschaft zusätzlich zu der Ausbildung, die Kämpfern bereits in den Lagern der irakischen Armee zuteilwurde, auf die „volle Unterstützung des Irak mit Waffen und Geld“ zählen könne. Die Profile der Schlüsselpersonen des gemeinsamen Kommandos der Bruderschaft belegen, dass die Führungsschicht der Bewegung jetzt aus der professionellen Mittelschicht stammte.

### Der Aufstand von Hama
Auch 1981 gingen die Kämpfe mit dem Regime weiter. So meldete die Muslimbruderschaft am 24. April 1981 die Tötung von 335 Bewohnern der Stadt Hama durch das Regime. Ende 1981 wurde die Stadt zu einer Hochburg des Widerstands der Bruderschaft gegen Assad. Nachdem im Januar 1982 Saʿīd Hawwā die Leitung des „militärischen Zweigs“ der Muslimbrüder übernommen hatte, drängte er die Bruderschaft in eine direkte Konfrontation mit dem Regime. Am 8. Februar 1982 rief die Organisation zu einem umfassenden Aufstand gegen die Baath-Partei in Hama auf. Mitglieder der Muslimbruderschaft griffen in Hama Polizei- und Militäreinrichtungen an und brachten die Stadt unter ihre Kontrolle. Um den Aufstand niederzuschlagen, ging die Regierung so weit, ganze Abschnitte der nördlichen und östlichen Teile der Stadt dem Erdboden gleichzumachen.

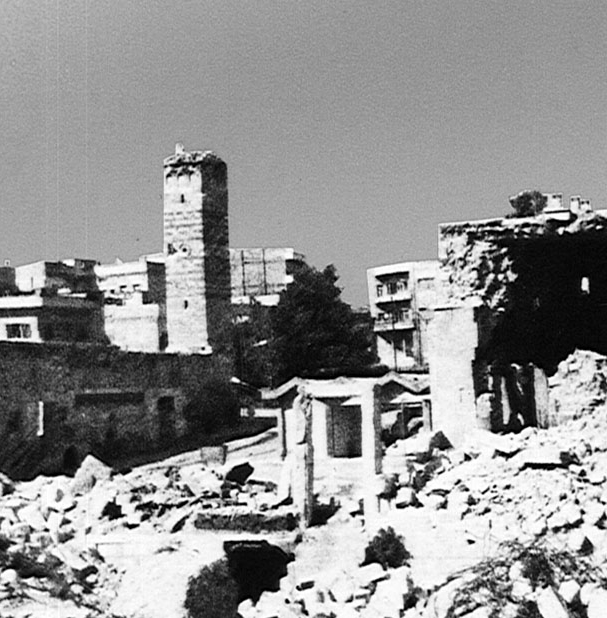
Die Stadt Hama nach dem Massaker 1982

Der Aufstand stieß auch auf große Aufmerksamkeit in der internationalen Presse. Die kanadische Tageszeitung The Globe and Mail berichtete am 11. Februar 1982, dass die Muslimbruderschaft in Hama gegen die Armee kämpfe und es mehr als 500 Todesopfer gebe. Robert Fisk, der am 18. Februar Zugang zur Stadt erhielt, berichtete in The Times von jungen Frauen, die Seite an Seite mit Kämpfern der Muslimbruderschaft kämpften, von Selbstmordattentäterinnen und von trauernden Frauen in langen schwarzen Umhängen. In der ersten offiziellen Beschreibung der Kämpfe in der Stadt, die die Syrische Presseagentur veröffentlichte, hieß es, die Muslimbrüder hätten „unsere Kameraden im Schlaf in ihren Häusern überfallen und so viele Frauen und Kinder wie möglich getötet“. Sie hätten „die Leichen der Märtyrer auf der Straße verstümmelt, getrieben wie tollwütige Hunde von ihrem schwarzen Hass.“ Während die Muslimbrüder in einem detaillierten Bericht über das „große Massaker“ vom Februar 1982 lange, aber unvollständige Listen mit den Namen der „Märtyrer“ aus jedem betroffenen Viertel der Stadt Hama vorlegten, gaben sie keine Schätzung der Gesamtzahl der Todesopfer ab. Dafür übermittelten sie aber die Information, dass ihre Kämpfer davon ausgingen, dass die Streitkräfte des Regimes zwischen dem 2. und 22. Februar Verluste in Höhe von 3.412 Toten und 5.923 Verwundeten erlitten hätten. Heute geht man davon aus, dass beim Aufstand von Hama 5.000 bis 25.000 Menschen zu Tode kamen.
Obwohl die Muslimbrüder ihre Aktionen als Teil einer Islamischen Revolution betrachteten, erhielten sie von seiten der Islamischen Republik Iran keine Unterstützung, da das iranische Regime freundschaftliche Beziehungen mit dem Regime von Asad unterhielt. Als Außenminister Ali Akbar Velayati am 3. März 1982 nach den Ereignissen in Syrien gefragt wurde, antwortete er, dass angesichts der Konfrontation Syriens mit dem Zionismus die Muslimbruderschaft mit ihren Aktivitäten in Syrien einen Fehler begangen habe, sie solle solche Aktivitäten besser in Ägypten oder Saudi-Arabien durchführen.

## Neugruppierung und politische Rehabilitation (1982–2011)

### Neue Aufspaltung
In der Hoffnung, die „künstlichen Unterschiede zwischen Arabismus und Islam“ zu beenden und die Bemühungen auf den „Sturz des Regimes“ zu konzentrieren, gründete am 11. März 1982 die von ʿAdnān Saʿd ad-Dīn angeführte Fraktion der im Exil lebenden Muslimbrüder gemeinsam mit Elementen der im Ausland lebenden säkularistischen und nationalistischen Opposition die Nationale Allianz zur Befreiung Syriens. ʿAdnān ʿUqla erklärte daraufhin die Muslimbrüder zu Ketzern und Ungläubigen. Umgekehrt gab das Gemeinsame Kommando der Bruderschaft zu verstehen, dass ʿAdnān ʿUqla aus eigenem Antrieb und ohne die Zustimmung der Bruderschaft gehandelt habe, und schloss ihn am 25. April wegen der massiven Zerstörung und der hohen Verluste an Menschenleben in Hama aus der Muslimbruderschaft aus. Die Anführer der Muslimbrüder warfen ʿUqla vor, „offen mit der Bruderschaft zu streiten und damit dem Feind viele Möglichkeiten zu geben“ und „eine ablenkende Kampagne zu führen, um die muslimische Masse zu täuschen und sie glauben zu machen, die Muslime verfolgten gegensätzliche Ziele.“
Einige Mitglieder der Muslimbruderschaft, die vom Umgang der Führung mit der Situation enttäuscht waren, verließen die Bruderschaft, so zum Beispiel Saʿīd Hauwā im Dezember 1983. 1984 oder 1985 erschien ein knapp 400 Seiten langer Bericht über die Ereignisse von Hama, verfasst von einer „Gruppe von Forschern des Informationsbüros der Muslimbrüder“. Dieses Buch mit dem Titel Ḥamāh, maʾsāt al-ʿaṣr („Hama, die Tragödie des Zeitalters“) besticht durch seine Detailliertheit und enthält einen tagesgenauen Bericht über die Kämpfe.
Hafiz al-Assad begann nach der Bombardierung Hamas, die Sufi-Bruderschaften als Gegengewicht zur Muslimbruderschaft zu fördern. Der Aufstieg von Akteuren wie Ahmad Kuftaru und Muhammad Saʿīd Ramadān al-Būtī beraubte die Muslimbruderschaft ihrer einzigen Machtressource, die sie kontrollierte, nachdem sie jegliche politische Vertretung und Präsenz im Land verloren hatte: die islamistische Ideologie. Das von der Bruderschaft hinterlassene Machtvakuum bedeutete, dass jegliche Einsprüche im islamischen Sinne nur von kritischen ʿUlamā' oder Religionsgelehrten kommen konnten, die das Regime in ihren Freitagspredigten angriffen. Infolgedessen wurde die Bruderschaft nach ihrer Vertreibung ins Exil zu einem unbedeutenden politischen Akteur in Syrien.
Mehrfach versuchte sie seit den 1980er Jahren, eine Einigung mit dem Regime zu erzielen, die ihren Mitgliedern die Rückkehr ins Land ermöglichen würde. Ende 1984 ließ ʿAlī Dūbā, der Chef des militärischen Geheimdienstes unter Hafiz al-Assad, die Führung der Syrischen Muslimbruderschaft in Amman und Bagdad wissen, dass das Regime zu Verhandlungen bereit sei, deren oberstes Ziel die Erzielung eines für alle Seiten akzeptablen Kompromisses sei. Im Dezember 1984 fanden in einem Hotel in Bonn Verhandlungen zwischen ʿAlī Dūbā und Hasan al-Huwaidī statt, die allerdings zu keinem Ergebnis führten, weil die syrische Führung kein wirkliches Interesse zeigte, zu einer Einigung mit der Muslimbruderschaft zu kommen.
Der einzige spürbare Effekt der Verhandlungen bestand darin, dass sie das gegenseitige Misstrauen, das sich zwischen den zwei Gruppen innerhalb moderaten Fraktion der Muslimbruderschaft entwickelt hatte und dessen Wurzeln in einem Konflikt um die Führung der Organisation lagen, vertieften. Im April 1986 wandten sich die beiden Gruppen offen gegeneinander und wurden praktisch zu zwei Bruderschaften. Die eine Gruppe war der „Hama-Clan“ unter Führung von ʿAdnān Saʿd d-Dīn, der seinen Sitz im Irak hatte und nach eigenen Angaben jegliche Verhandlungen mit dem Asad-Regime entschieden ablehnte. Die andere Gruppe, die Verbindungen zu den Saudis hatte und sich die Unterstützung der internationalen Bruderschaft sicherte, wurde von Scheich ʿAbd al-Fattāh Abū Ghudda angeführt. Im September 1987 fand in Frankfurt eine neue Verhandlungsrunde zwischen dieser Aleppo-Fraktion und ʿAlī Dūbā statt, die allerdings nicht erfolgreicher war als die vorangegangenen Gespräche.

### Entspannung in den letzten Jahren unter Hafiz al-Assad

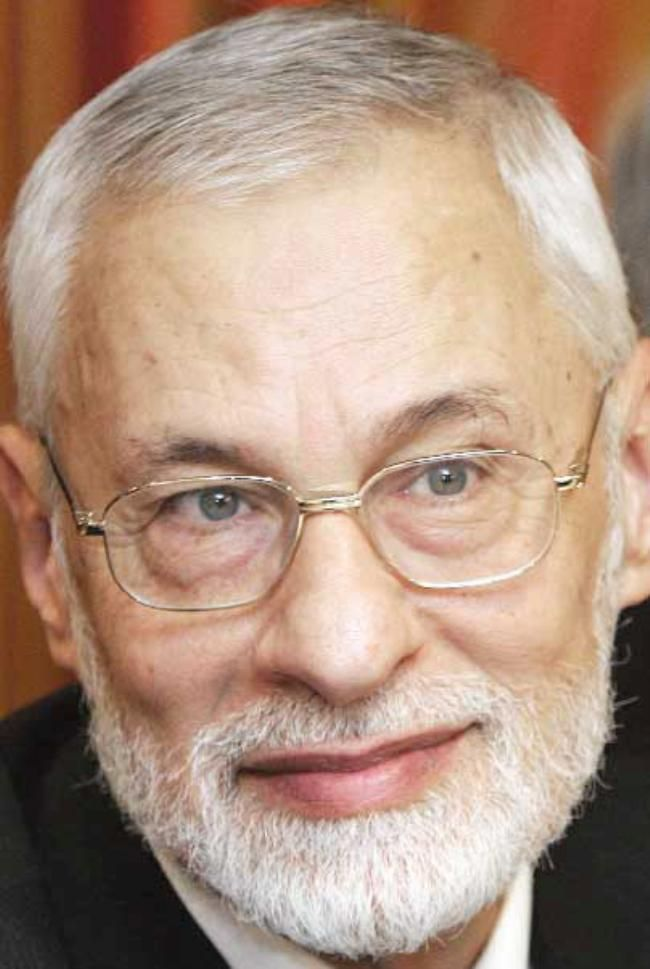
ʿAlī Sadr ad-Dīn al-Bayānūnī, von 1996 bis 2010 Generalinspekteur der Syrischen Muslimbrüder

Seit Beginn der 1990er Jahre ist die Geschichte der Muslimbrüder im Wesentlichen von den gemäßigten Positionen der „Aleppo-Fraktion“ geprägt. Diese forderte als Voraussetzung für die Neugruppierung 1991/92 den Verzicht des „Hama-Clans“ auf Gewalt gegen das Regime. Hafiz al-Assad begnadigte zwischen Dezember 1991 und Dezember 1995 nicht weniger als 5.493 politische Gefangene, größtenteils Mitglieder oder Unterstützer der Muslimbruderschaft, hielt jedoch die eingefleischten Anhänger hinter Schloss und Riegel. Ende der 1990er Jahre stieg ʿAlī Sadr ad-Dīn al-Bayānūnī, ein prominentes Mitglied der „Aleppo-Fraktion“ – und damit der „nördlichen Achse“ – an die Spitze der syrischen Muslimbrüder auf. In den letzten Jahren der Herrschaft von Hafiz al-Assad bestand die Strategie der Bruderschaft gegenüber dem Regime darin, eine nicht-konfrontative Haltung einzunehmen.

### Rückkehr zur politischen Arbeit: Damaskus-Frühling und Damaskus-Deklaration
Mit dem Tod von Hafiz al-Assad im Juni 2000 und der Machtübernahme durch seinen Sohn Baschar al-Assad begann eine kurze Phase politischer Lockerungen, bekannt als Damaskus-Frühling. Unmittelbar nach seinem Amtsantritt ließ Baschar al-Assad rund 600 islamistische Gefangene frei und nahm den Dialog mit der Muslimbruderschaft im Exil durch Vermittler wieder auf. Die Muslimbrüder bekundeten ihre Bereitschaft, sich an dem Dialog zu beteiligen, der in dieser Phase von anderen syrischen Oppositionskräften geführt wurde, darunter auch von verschiedenen prominenten säkularen linken Persönlichkeiten wie dem Christen Michel Kilo und dem Kommunisten Riad al-Turk. ʿAlī al-Bayānūnī bot dem neuen Präsidenten seine Zusammenarbeit an, vorausgesetzt, er würde den Weg für einen demokratischen Übergang ebnen.
Im Mai 2001 veröffentlichten die Muslimbrüder ihr „Projekt eines patrotischen Ehrenpakts für die politische Arbeit“. Sie stellten darin die Forderung, „ein modernes Syrien zu errichten, einen Staat, der auf Pluralismus und politischem Wechsel sowie auf Rechtsstaatlichkeit, Gerechtigkeit und Gleichheit basiert, in dem die Menschenrechte garantiert sind, die Menschenwürde gewahrt wird und die Bürger durch ihre aktive Teilnahme an nationalen Entscheidungen volle bürgerliche und politische Rechte genießen“. Die Muslimbrüder bekannten sich darin nicht nur zu zentralen Elemente der Demokratie Gewaltenteilung und Gleichberechtigung von Mann und Frau, sondern verkündeten auch die Abkehr vom gewaltsamen Widerstand und erklärten, Syrien brauche einen „friedlichen Machtwechsel“. Mit der Veröffentlichung dieses Ehrenpakts versuchte die Muslimbruderschaft, die hauptsächlich im Exil operierte und ihre politische Machtbasis in Syrien verloren hatte, sich im entstehenden Oppositionslager Gehör zu verschaffen.
Der nächste Schritt der Muslimbruderschaft war die Veröffentlichung ihres Manifests al-Mašrūʿ as-siyāsī li-Sūriya al-mustaqbal („Das politische Projekts für die Zukunft Syriens“) im Jahr 2004, das die Führung der Muslimbrüder bis heute als Kern ihrer Ideologie definiert. Gemäß dem darin vorgestellten Programm besteht der Plan der Muslimbruderschaft darin, einen modernen zivilen Staat innerhalb eines arabisch-islamischen Referenzrahmens zu schaffen. Der islamische Rahmen eines solchen Staates bedeutet für die Muslimbrüder, dass der Präsident ein Muslim sein soll und dass die Scharia die wichtigste Quelle der Gesetzgebung ist. Allerdings verwendet die Bruderschaft darin immer noch den Begriff „Region“ (quṭr), wenn sie Syrien als integralen Bestandteil der arabischen Nation bezeichnet, da „eines der wichtigsten Ziele unserer Außenpolitik darin besteht, die arabische Einheit und danach die islamische Einheit zu erreichen.“ Da die Muslimbrüder in dem Manifest die Idee vertraten, dass „Arabisch die offizielle Sprache des Staates sein sollte“, ohne andere Sprachen zu erwähnen, äußerten die Kurden Skepsis gegenüber diesem Dokument. In dem Dokument „Die kurdische Frage: Die Sicht der syrischen Muslimbruderschaft“ von 2005 milderte die Organisation deshalb ihre Position hinsichtlich des Arabischen als alleiniger Sprache des Staates ab. Sie brachte darin die Notwendigkeit zum Ausdruck, „die Besonderheit der Kurden und ihre kulturellen Rechte anzuerkennen“.
Aus Furcht vor einer Isolation schloss sich die Muslimbruderschaft auch der Damaskus-Deklaration an, die im Oktober 2005 von einer Gruppe von unabhängigen Oppositionsgruppen, Intellektuellen, Mitgliedern der Zivilgesellschaft und vom Regime nicht anerkannten politischen Parteien veröffentlicht wurde, deren Ziel die Bildung einer vereinten Oppositionsfront war. Im Gegensatz zum Bekenntnis der Bruderschaft zur Souveränität Gottes forderte die Damaskus-Deklaration einen demokratischen Wandel auf der Grundlage der Volkssouveränität.

### Das Bündnis mit Abd el-Halim Chaddam
Als aber klar wurde, dass Baschar al-Assad keine ernsthaften Absichten hatte, das politische System, das er von seinem Vater geerbt hatte, zu reformieren, begannen die Muslimbrüder erneut, einen Sturz des Baath-Regimes zu fordern. Diese Strategie der Konfrontation mit dem System brachte der Bruderschaft jedoch nicht den erhofften Erfolg, und so verbündete sie sich 2006 mit Abd al-Halim Chaddam, dem ehemaligen Vizepräsidenten Syriens, der nach seinem Ausschluss aus dem Regime im Jahr 2005 im Exil die Nationale Rettungsfront gegründet hatte. ʿAlī al-Bayānūnī, der Generalinspekteur der Bruderschaft bis 2010, sah in ihm jemanden, der zum gewünschten Wandel in Syrien beitragen und auch andere zum Überlaufen vom Regime bewegen könnte.
Elemente innerhalb der Bewegung, insbesondere die Hama-Fraktion, die für ihren Konservatismus und ihre Ablehnung aller Versöhnungsversuche mit dem Regime und seinen Vertretern bekannt war, betrachteten dieses Allianz jedoch als eine Abkehr von den Grundprinzipien der Bewegung und eine Kapitulation vor dem Säkularismus. Sie behaupteten auch, dass sie die Bruderschaft in der syrischen Öffentlichkeit in ein negatives Licht rücken würden. Auch hinsichtlich der Palästinafrage und der Haltung gegenüber Israel hatten Chaddam und al-Bayānūnī sehr unterschiedliche Vorstellungen. Infolgedessen verkündete al-Bayānūnī im April 2009 bei einem Interview den Austritt der Muslimbrüder aus der Nationalen Rettungsfront. In demselben Interview erklärte al-Bayānūnī auch, dass die Muslimbrüder ihre Oppositionsaktivitäten eingestellt hätten, „um Kräfte für die entscheidende Schlacht (sc. gegen Israel) zu sparen“. Diese Entscheidung wurde in aber in Syrien, wo viele bereits 2006 mit dem Bündnis mit Abdel-Halim Chaddam unzufrieden waren, heftig kritisiert.
Als sich im Juli 2010 der Allgemeine Rat der Syrischen Muslimbruderschaft in Istanbul traf, um seine Anführer zu wählen, wurde die Aleppo-Fraktion unter al-Bayānūnī von der Hama-Fraktion überstimmt und Muhammad Riyād asch-Schaqfa, ein Vertreter der Hama-Fraktion, zum neuen Generalinspekteur gewählt. Viele jüngere Mitglieder der Bruderschaft aus Aleppo akzeptierten die Ergebnisse nicht und verließen die Bewegung, während andere mit al-Bayānūnīs Unterstützung einen unabhängigen Weg einschlugen.

## Politische Rolle seit dem Arabischen Frühling (2011)

### Organisation von Konferenzen und Führungsrolle in syrischen Oppositionsgremien
Die Ereignisse des Arabischen Frühlings, zunächst in Tunesien und später in Ägypten, machten der Syrischen Muslimbruderschaft bewusst, die sich ihr nun neue Chancen boten. Der syrische Volksaufstand, der nach Protesten in der südlichen Stadt Darʿā im März 2011 begann, wurde aber weder von ihr initiiert, noch war die Bruderschaft darin offiziell vertreten. Doch half sie bei der Organisation oppositioneller Konferenzen in Istanbul, Antalya und Kairo. Die erste von ihr organisierte Konferenz, das „Istanbul Meeting for Syria“, fand am 26. April 2011 statt und thematisierte vor allem politische Reformen. Wenige Tage später, am 1. Mai 2011, kündigte die Bruderschaft an, ihre oppositionellen Aktivitäten wieder aufzunehmen. Aufgrund ihrer Rolle als die wichtigste syrische Oppositionsbewegung im Exil verfügte die Bruderschaft über eine organisatorische Kapazität, die der Protestbewegung vor Ort und der säkularen Opposition fehlte.

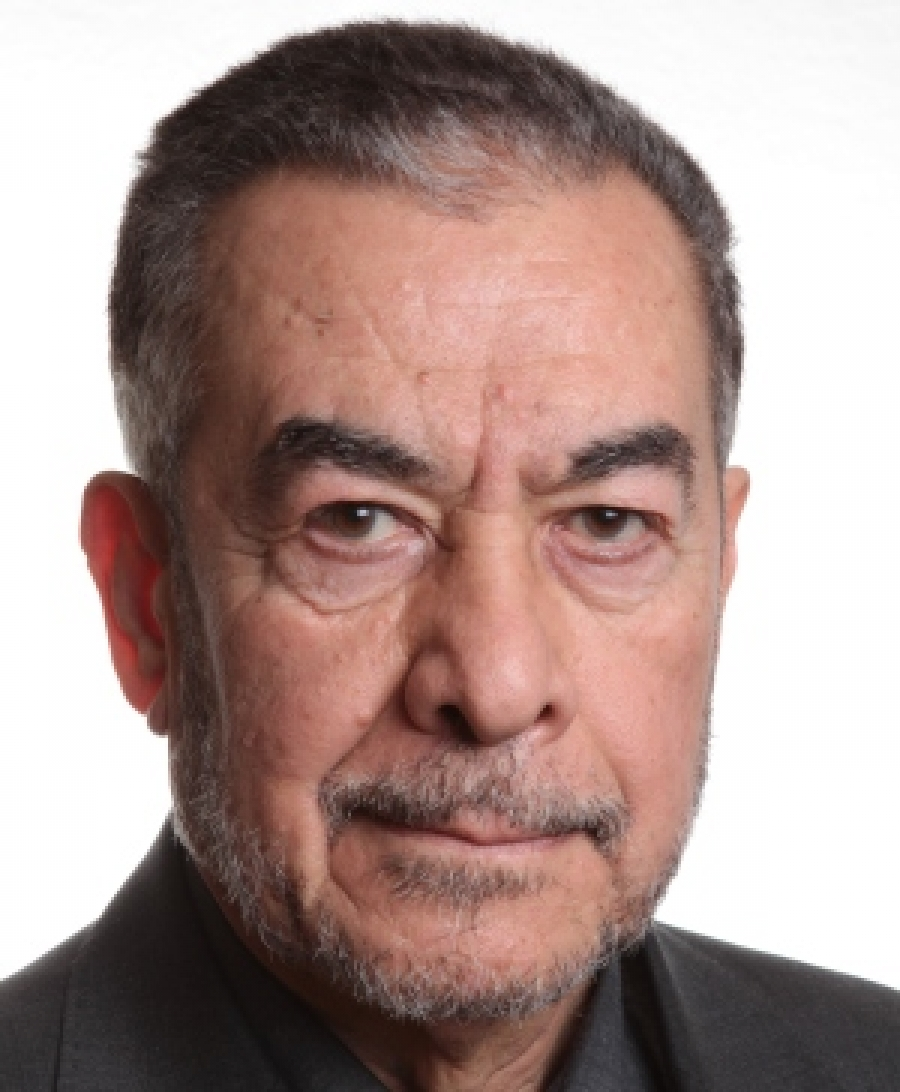
Farūq Taifūr, stellvertretender Generalinspekteur der Muslimbruderschaft und Vizepräsident des Syrischen Nationalrats

In den darauffolgenden Monaten konzentrierte sich die Muslimbruderschaft nicht mehr auf Konferenzen, auf denen politische Reformen gefordert wurden, sondern organisierte Rundtischgespräche zur Schraffung einer gemeinsamen Plattform gegen das Assad-Regime. So spielte sie eine führende Rolle bei der Gründung des Syrischen Nationalrats am 2. Oktober 2011 in Istanbul, der mit Mitteln aus Katar finanziert wurde. Obwohl die Bruderschaft in der Generalversammlung dieses Gremiums nur 20 von 310 Sitze innehatte, hatte sie großen Einfluss auf dessen Schlüsselorgane – das Generalsekretariat und das Exekutivbüro – und genoss die Unterstützung von Unabhängigen, anderen Islamisten und sogar einigen Verbündeten im liberalen Lager. Die Dominanz der Bruderschaft im Rat war deutlich spürbar. So wurde beispielsweise Farūq Taifūr, der stellvertretende Vorsitzende der Muslimbruderschaft, zum Vizepräsidenten des Rates gewählt, und Georges Sabra, ein griechisch-orthodoxer Christ aus dem linken Lager, mit Unterstützung der Bruderschaft zum Präsidenten.
Am 25. März 2012 veröffentlichte die Bruderschaft ihre „Verpflichtungserklärung und Charta“ (ʿAhd wa-mīṯāq) mit zehn Artikeln, in denen sie ihr Engagement für einen zivilen, modernen Staat mit einer zivilen Verfassung, politischem Pluralismus auf der Grundlage des allgemeinen Wahlrechts, gleichen Staatsbürgerschaftsrechten, Menschenrechten, Demokratie, Gewaltenteilung, Einhaltung internationaler Konventionen, regelbasierter Politik und Versöhnung zwischen den gegensätzlichen Elementen der syrischen Gesellschaft bekräftigte.
Die Investition in den Nationalrat war zunächst ein Erfolg, wie die Anerkennung durch die internationale Gemeinschaft zeigte. Als die Gruppe der Freunde des syrischen Volkes den Nationalrat im April 2012 zum „legitimen Vertreter aller Syrer“ erklärte, stellte dies einen Höhepunkt des Erfolgs der Muslimbruderschaft dar. Allerdings entzog dieselbe Organisation dem Nationalrat später ihre Anerkennung und Unterstützung und unterminierte damit auch den Einfluss der Muslimbruderschaft. Auch hegten andere Akteure der Opposition der Muslimbruderschaft gegenüber wegen vergangener Entscheidungen Misstrauen.
Um die Dominanz der Muslimbruderschaft in der Syrischen Opposition zu verringern, wurde im November 2012 mit Unterstützung westlicher und arabischer Länder die Nationalkoalition syrischer Revolutions- und Oppositionskräfte gebildet. Obwohl die Bruderschaft in diesem Gremium sowohl durch ihre Mitgliedschaft im Syrischen Nationalrat als auch durch unabhängige Mitglieder der Koalition selbst (wie al-Bayānūnī) vertreten war, erreichte die Reorganisation zum Teil ihren Zweck. Es gab weniger Muslimbrüder in der Syrischen Nationalen Koalition als im Rat. Allerdings gelang es der Syrischen Muslimbruderschaft, aufgrund ihrer Beziehungen zu Mustafa Sabbagh, der enge Beziehungen zur katarischen Regierung unterhielt und zum Generalsekretär Nationalkoalition ernannt wurde, erheblichen Einfluss in diesem Gremium zu behalten. Die Wahl von Ghassan Hitto zum Premierminister der „Übergangsregierung“ der Syrischen Nationalen Koalition im März 2013 wurde allgemein als Zugeständnis an Katar und die Muslimbruderschaft gewertet.

### Beteiligung am Syrischen Bürgerkrieg

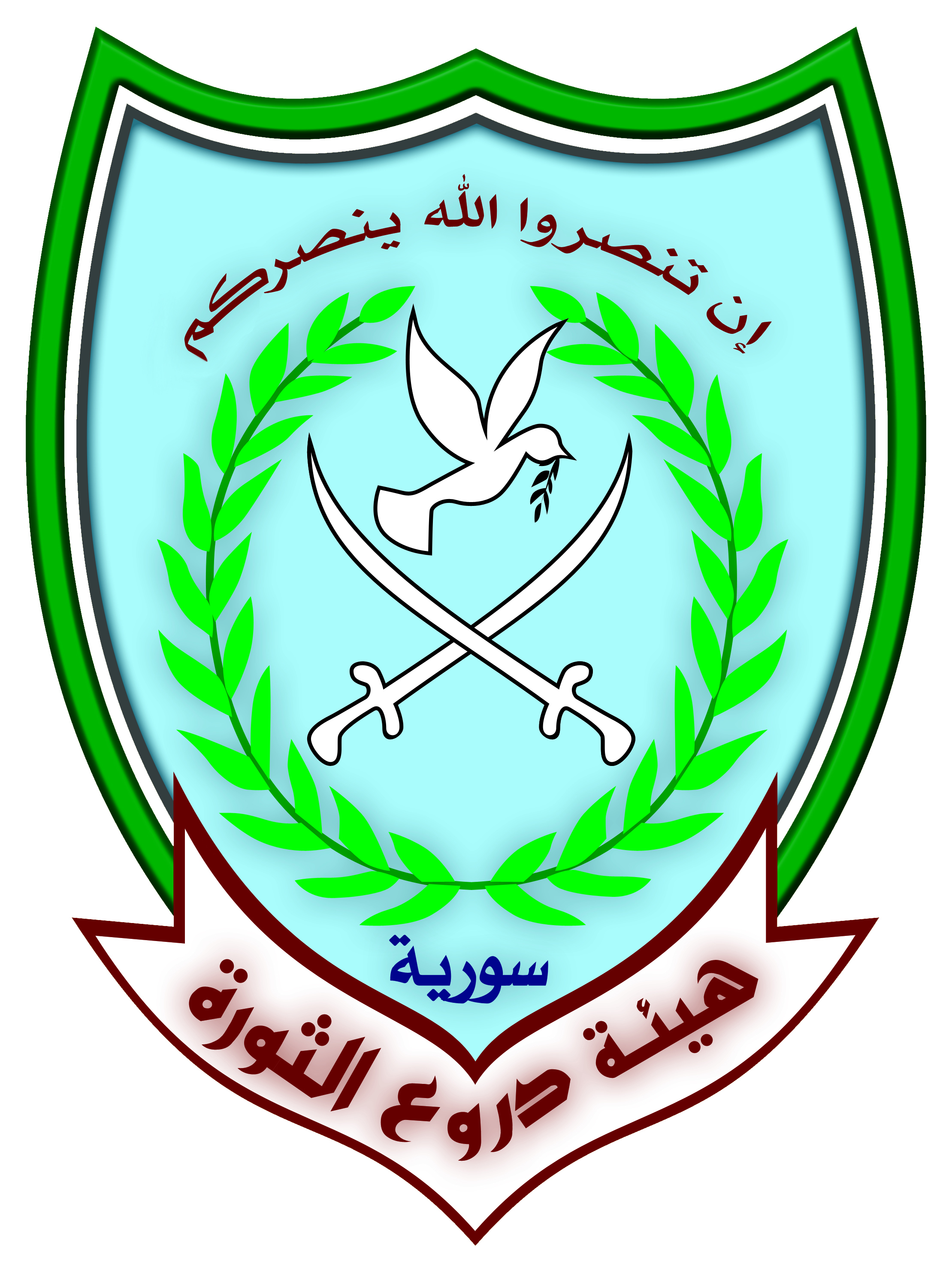
Das Logo des „Korps der Revolutionsschilde“

Mehr als ein Jahr lang, bis zum Juni 2012, lehnte es die Muslimbruderschaft ab, in dem syrischen Aufstand auf Waffengewalt zurückzugreifen, und beschränkte sich auf politische Arbeit. Die Militarisierung des Aufstands zwang die Organisation jedoch, ihre Strategie der Auseinandersetzung mit dem Regime zu revidieren. Nachdem die Syrische Armee im Februar 2012 das Viertel Bab al-Amr in Homs fast vollständig zerstört hatte, gab sie ihre anfängliche Zurückhaltung gegenüber der Unterstützung des bewaffneten Kampfes auf, „begrüßte den heroischen Dschihad“ und versprach der Freien Syrischen Armee moralische und materielle Unterstützung. Im August 2012 gab der offizielle Sprecher der syrischen Muslimbruderschaft Mulham ad-Durūbī gegenüber der arabischen Zeitung Asharq al-Awsat bekannt, dass seine Organisation drei Monate zuvor als Teil der Freien Syrischen Armee bewaffnete Schwadrone zur Selbstverteidigung und zur Verteidigung der Entrechteten gebildet habe. Später im selben Jahr bildete die Muslimbruderschaft aus einem Zusammenschluss verschiedener Rebellenorganisationen die bewaffnete Gruppe mit dem Namen „Korps der Revolutionsschilde“ (Haiʾat Durūʿ aṯ-ṯaura). Die offizielle Gründung erfolgte am 21. Dezember 2013 in Anwesenheit von asch-Schaqfa und Riad al-Asaad, dem Kommandeur der Freien Syrischen Armee, in Istanbul. Das Logo der Miliz zeigt die bekannten gekreuzten Schwerter, die auch auf dem Logo der Muslimbruderschaft erscheinen.
Die Revolutionsschilde hatte aber Schwierigkeiten, Geld aufzutreiben, insbesondere nachdem Saudi-Arabien die Bruderschaft zu einer „Terrororganisation“ erklärt hatte. 2014 kooptierte die Miliz Failaq asch-Schām Fraktionen aus den „Schilden der Revolution“. Sie nahm im August 2016 an der von der Muslimbruderschaft begrüßten Dscharābulus-Operation teil, die im Rahmen der Türkischen Militäroffensive „Schutzschild Euphrat“ stattfand. Der Zusammenbruch der Revolutionsschilde beendete das Experiment der Bruderschaft mit Milizen und bedeutete ein Eingeständnis des Scheiterns ihrer diesbezüglichen Bemühungen.
Durch den Aufstieg salafistischer Milizen wie Dschabhat Fath asch-Scham oder der IS-Organisation wurde die Muslimbruderschaft im Laufe des Bürgerkrieges immer stärker an den Rand gedrängt. Die militärischen Erfolge der Nusra-Front und des IS stellten auch jene der Freien Syrischen Armee in den Schatten. In einer im September 2014 auf der Website der Bruderschaft veröffentlichten Reaktion auf die Ausbreitung des IS distanzierte sich asch-Schaqfa von diesem und bekräftigte, dass die Muslimbruderschaft den IS ablehne, „erstens wegen seiner extremistischen Ideen und zweitens wegen seines gewalttätigen Vorgehens“. Er warf dem IS vor, sich so weit vom Islam entfernt zu haben, dass er die meisten Muslime als Apostaten behandle.

## Generalinspekteure der Muslimbruderschaft in Syrien
| Nr. | Name des Generalsupervisors  | Zeitraum der Amtszeit   |
| --- | ---------------------------- | ----------------------- |
| 1   | Mustafā as-Sibāʿī – Gründer  | 1945–1957               |
| 2   | ʿIsām al-ʿAttār              | 1957–1972               |
| 3   | ʿAbd al-Fattāh Abū Ghudda    | 1972–1974/1975          |
| 4   | ʿAdnān Saʿd ad-Dīn           | 1974/1975 – 1980        |
| 5   | Hasan al-Huwaidī             | 1980–1985               |
| 6   | Munīr al-Ghadhan             | (sechs Monate in 1985)  |
| 7   | Muhammed Adīb al-Dschādschī  | 1985 (für sechs Monate) |
| 8   | ʿAbd al-Fattāh Abū Ghudda    | 1986–1991               |
| 9   | Hasan al-Huwaidī             | 1991–1996               |
| 10  | ʿAlī Sadr ad-Dīn al-Bayānūnī | 1996 – 3. August 2010   |
| 11  | Muhammad Riyād asch-Schaqfa  | 3. August 2010–2014     |
| 12  | Muhammad Hikmat Walīd        | 2014–2023               |
| 13  | ʿĀmir al-Būsalāma            | Januar 2023 – heute     |